# Savara
Savara is een geslacht van vlinders van de familie spinneruilen (Erebidae), uit de onderfamilie Calpinae.

## Soorten
- S. amisa Swinhoe, 1906
- S. brunnea Moore, 1882
- S. catortha Hampson, 1926
- S. contraria Walker, 1862
- S. latimargo Walker, 1857
- S. longipectinata Prout, 1922